# علائم خشم
علائم خشم یا کارآگاه نمونه (به انگلیسی: Badges of Fury) فیلمی به کارگردانی «وانگ زی مینگ» محصول سال ۲۰۱۳ است که از بازیگران اصلی آن می‌توان به جت لی و ون جانگ اشاره کرد.

## خلاصه داستان
دو مأمور پلیس دردسر ساز یک پرونده جدید را تحویل می‌گیرند. مدتی بعد از تحقیق بر روی این پرونده، طولی نمی‌کشد که آن‌ها وارد یک بازی مرگبار می‌شوند…